# Hönnersum
Hönnersum is een plaats in de Duitse gemeente Harsum, deelstaat Nedersaksen, en telt 623 inwoners (2003).